# Semión Braude
Semión Yákovlevich Braude (en ucraniano: Семен Якович Брауде) (28 de enero de 1911-29 de junio de 2003) fue un físico y radioastrónomo soviético nacido en Ucrania. Pionero en el desarrollo del radar en la URSS, posteriormente se dedicó a la investigación a gran escala de las señales de radio procedentes del espacio exterior.

## Semblanza
De origen asquenazí judío, Braude nació en Poltava, Ucrania. Recibió su educación superior en la Universidad de Járkov, donde se diplomó en física y matemáticas en 1932. A continuación se incorporó al personal del Laboratorio de Oscilaciones Electromagnéticas (LOEM) en el Instituto Físico Técnico de Ucrania, y también empezó su trabajo de licenciatura en la Universidad de Járkov, donde su mentor era el profesor Abram A. Slutskin, director del LOEM.
Gran parte de las actividades del LOEM estaban centradas en el desarrollo de magnetrones para generar señales de frecuencia ultra-alta (UHF). En 1936, este laboratorio fue el encargado de estudiar la aplicación de los magnetrones a un sistema de radar para su uso en baterías antiaéreas. Para este proyecto, Braude diseñó un Receptor superheterodino, utilizando un magnetrón sintonizable de baja potencia para su uso como oscilador local. También completó su Candidatura de Ciencias (equivalente a un doctorado) en 1937.
El sistema de localización radiométrico, con la denominación en código de Zenit (el nombre de un popular equipo de fútbol en aquel tiempo), fue probado en 1938, siendo capaz de detectar una aeronave a una distancia de 3 km. Después de una serie de mejoras, el sistema revisado se probó de nuevo en 1940, permitiendo determinar la distancia, la altitud, y el acimut de una aeronave objetivo hasta una distancia de 25 km. A pesar de que el tiempo necesario para realizar estas mediciones era demasiado grande para aplicaciones antiaéreas, el Zenit fue el primer sistema de ubicación radiométrica en tres coordenadas desarrollado en la Unión Soviética.
Con el inicio de la invasión alemana de la Unión Soviética en junio de 1941, todo el Instituto fue evacuado desde Ucrania hacia el Lejano Este. El LOEM, Slutskin incluido, se trasladó a Bujará, en Uzbekistán. Allí Braude continuó su trabajo sobre los equipos de localización radiométrica, particularmente el Rubin, una avanzada evolución del Zenit. También siguió con sus estudios académicos tutelado por Slutskin, doctorándose en ciencias en 1943 y obteniendo el título de Profesor en 1944. Las pruebas preliminares del sistema Rubin mostraron la existencia de efectos en la atmósfera desconocidos hasta entonces, que provocaban una menor atenuación de la propagación de las señales de radar. Fue Braude quien inició el estudio de las capas que producen este fenómeno, posteriormente conocidas como superficies o conductos atmosféricos.
Tras la guerra, el LOEM regresó a Járkov a mediados de 1945, independizándose por entonces del Instituto. Allí Braude continuó con su investigación a gran escala sobre la propagación de las ondas de radio de alta frecuencia, concentrando finalmente su interés en la interferometría y análisis de señales de radio. En 1955, el LOEM fue rebautizado como Instituto de Radiofísica y Electrónica (IRE) de la Academia Nacional de Ciencias de Ucrania; Braude desempeñó un papel importante en su fundación. Nombrado vicedirector del IRE, dirigió el Departamento de Radioastronomía, pionero en Ucrania del uso de longitudes de onda decamétricas. En 1985 también intervino en la formación de un nuevo organismo académico, el Instituto de Radioastronomía de la Academia Nacional de Ciencias de Ucrania, escisión del IRE a partir del anterior Departamento de Radioastronomía.
En el IRE Braude se dedicó al desarrollo a gran escala de interferómetros para examinar fuentes de radio extraterrestres. Encabezó un programa que desarrolló la "Segunda Versión del Radiotelescopio Ucraniano en forma de T", en su momento el mayor radiotelescopio del mundo en longitudes de onda decamétricas, con una resolución del orden de un segundo de arco y una sensibilidad de aproximadamente 10 Jy (jansky).
Braude perteneció al consejo editorial de la revista de Electrónica Radiofísica y Cuántica desde su fundación en 1958. A lo largo de su carrera, publicó 5 monografías y más de 300 artículos científicos, dirigiendo 35 tesis doctorales. Se mantuvo profesionalmente activo hasta su muerte en 2003.

## Premios y honores
- Premio Estatal de la Unión Soviética de Ciencia e Ingeniería, 1952.
- Premio Estatal de Ucrania de Ciencia e Ingeniería, 1977.
- Medalla de Oro A. S. Popov de la Academia de Ciencias de la URSS, 1983.
- Premio y Medalla de la Sociedad Astronómica Euro-Asiática, 1997.

## Eponimia
- El 17 de abril de 2009, la Unión Astronómica Internacional aprobó la designación del cráter lunar Braude.[7][8]
- El asteroide (18119) Braude también lleva este nombre en su memoria.[9]